# 暗算 (麦家)

小说封面

《暗算》是中国大陆作家麦家在2003年首次出版的谍战小说，累计发行超200万册。《暗算》讲述特别单位701的故事，由五个相对独立的故事组成。第一、二章曾经被改编成同名电视剧的第一、二部分。另外，《听风》一章改编成电影《聽風者》。

## 内容

### 第一部 听风者

#### 第1章 瞎子阿炳
- 主要人物
  - 安院长：叙述者。

- 故事概要

### 第二部 看风者

#### 第2章 有问题的天使
- 主要人物
  - 钱院长：叙述者
  - 黄依依

- 故事概要

#### 第3章 陈二湖的影子
- 主要人物

- 故事概要

### 第三部 捕风者

#### 第4章 韦夫的灵魂说
- 故事概要

#### 第5章 刀尖上的步履
- 故事概要

## 获奖
- 2008年获第七届茅盾文学奖[3]。

茅盾文学奖授奖辞

麦家的写作对于中国当代文坛来说，无疑具有独特性。《暗算》讲述了具有特殊禀赋的人的命运遭际，书写了个人身处在封闭的黑暗空间的神奇表现。破译密码的故事传奇曲折，充满悬念和神秘感，与此同时，人的心灵世界亦得到丰富细致的展现。麦家的小说有着奇异的想象力，构思独特精巧，诡异多变。他的文字有力而简洁，仿佛一种被痛楚浸满期的精灵，可以指引向不可知的深谷，引向无限宽广的世界。他的书写，能独享一种机密，一种幸福，一种意外之喜。